# Nikolai Yakovenko
Nikolai Yakovenko (oblast de Rostov, Unión Soviética, 5 de noviembre de 1941-Moscú, 22 de diciembre de 2006) fue un deportista soviético especialista en lucha grecorromana donde llegó a ser subcampeón olímpico en México 1968 y en Múnich 1972.

## Carrera deportiva
En los Juegos Olímpicos de 1968 celebrados en México ganó la medalla de plata en lucha grecorromana estilo peso ligero-pesado, tras el luchador búlgaro Boyan Radev (oro) y por delante del rumano Nicolae Martinescu (bronce). Cuatro años después, en las Olimpiadas de Múnich 1972 volvió a ganar la medalla de plata en la modalidad de 100 kg.